# Steve Forbes

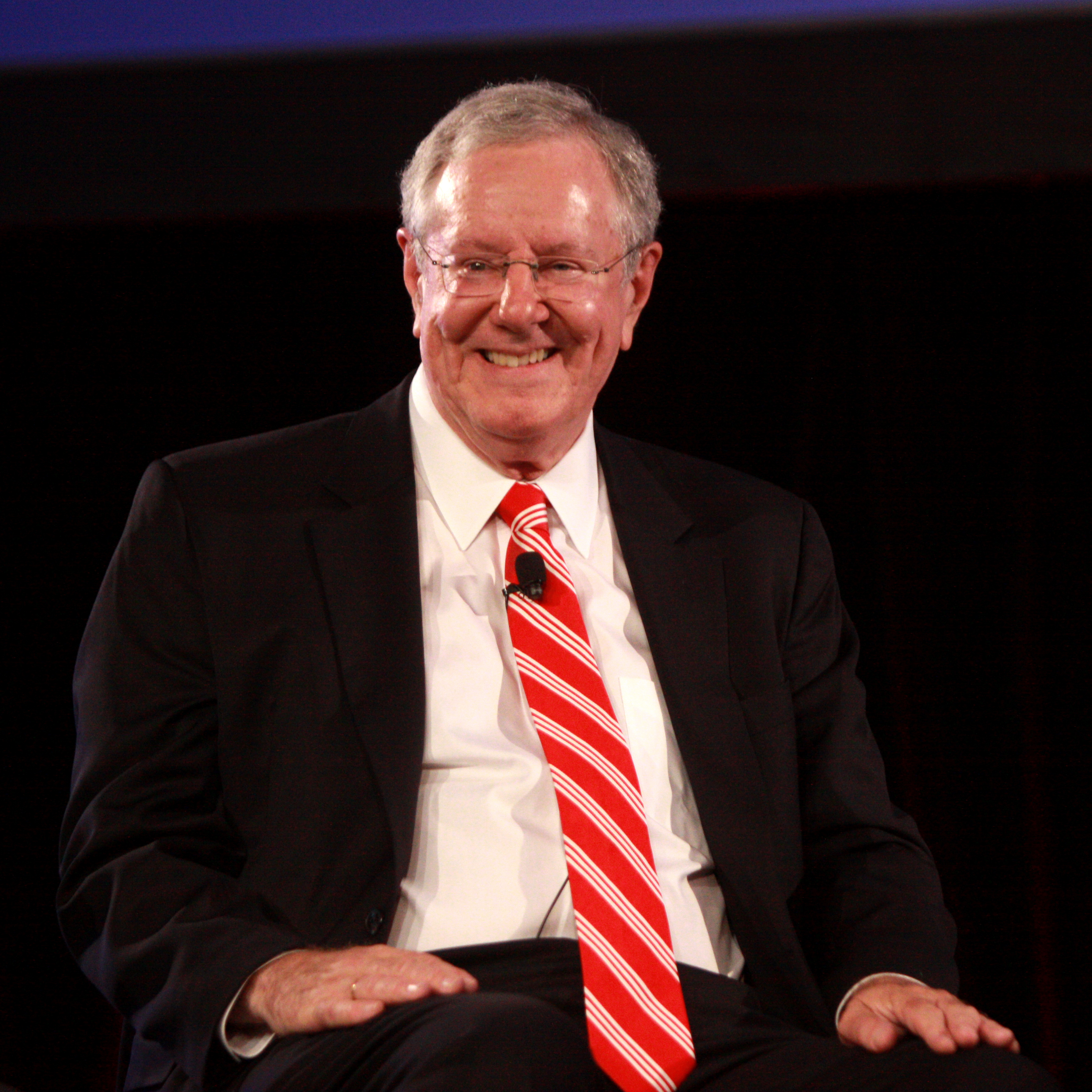
Steve Forbes (2013)

Malcolm Stevenson „Steve“ Forbes Jr. (* 18. Juli 1947 in Morristown, New Jersey) ist ein US-amerikanischer Geschäftsmann und Verleger. Er ist der Chefredakteur des Wirtschaftsmagazins Forbes Magazine; der Forbes Inc., die das Magazin herausgibt, steht er als CEO und Präsident vor.

## Leben
Im Jahre 1996 und 2000 bewarb sich Forbes, der ein Sohn von Malcolm Forbes ist, um die Nominierung der Republikaner für die Wahl zum US-Präsidenten, scheiterte aber jeweils schon früh bei den Vorwahlen. Bei den Vorwahlen zur Präsidentschaftswahl in den Vereinigten Staaten 2008 unterstützte Forbes den Kandidaten Rudy Giuliani, der ebenfalls schon frühzeitig ausstieg.
Forbes gilt als Verfechter der freien Marktwirtschaft und tritt besonders für eine Steuerreform ein, die die Ersetzung der progressiven Einkommensteuer durch eine Flat Tax fordert. Das Projekt Flat Tax wurde während seiner Kandidatur im Jahre 1996 und 2000 sogar zu seinem Hauptthema. Ansonsten vertritt Forbes klassisch republikanische Werte: für den freien Besitz von Waffen, gegen die „Homo-Ehe“, gegen Abtreibung, für Bildungsgutscheine, für hohe Senkungen der Staatsausgaben, für Föderalismus, für die Todesstrafe, für Freihandel, für die Privatisierung der Social Security, gegen einen großen Einfluss der UNO auf die US-Politik und gegen eine Unterzeichnung des Kyoto-Protokolls, da Forbes nicht glaubt, dass der Mensch das Klima beeinflusst und das Protokoll für wirtschaftsfeindlich hält.
Im Besitz der Verleger-Familie Forbes befand sich lange Zeit die größte Sammlung an Fabergé-Eiern, die im Februar 2004 der russische Oligarch Wiktor Felixowitsch Wekselberg erstand.